# Ricardo Mestre
Pour les articles homonymes, voir Mestre.
Correia Mestre est un nom portugais ; le premier nom de famille (d'usage facultatif) est Correia et le second est Mestre.
Ricardo Jorge Correia Mestre, né le 11 septembre 1983 à Faro, est un coureur cycliste portugais.

## Biographie
Ricardo Mestre devient coureur professionnel en 2005 dans l'équipe continentale portugaise Duja-Tavira, qui prend le nom de Palmeiras Resort-Tavira en 2008, puis Tavira-Prio en 2011. Il est cette année-là vice-champion du Portugal sur route espoirs. En 2006, il remporte une étape du Tour du Portugal, et y termine neuvième et meilleur jeune au classement général. Il est également deuxième du championnat du Portugal sur route derrière Bruno Pires. En 2008, il gagne une étape du Grande Prémio Internacional Paredes Rota dos Móveis, dont il prend la troisième place au classement général. Il est sélectionné en équipe nationale pour la course en ligne des championnats du monde à Varèse en Italie. En 2010, il finit deuxième du Tour de Bulgarie, dont il gagne une étape. En 2011, il remporte en juillet le Trophée Joaquim Agostinho.
Il est engagé par l'équipe Euskaltel Euskadi à partir de la saison 2013. Il reprend lors du Grand Prix d'ouverture La Marseillaise puis enchaine avec l'Étoile de Bessèges. Il participe à la suite au Tour d'Italie, au Tour de Suisse et le Tour de Pologne.

## Palmarès
- 2005
  - 2e du championnat du Portugal sur route espoirs
- 2006
  - 6e étape du Tour du Portugal
  - 2e du Grand Prix Abimota
  - 2e du championnat du Portugal sur route
- 2008
  - 4e étape du Grande Prémio Internacional Paredes Rota dos Móveis
  - 3e du Grande Prémio Internacional Paredes Rota dos Móveis
- 2010
  - Grande Prémio do Minho
  - 6e étape du Tour de Bulgarie
  - 2e du Tour de Bulgarie
- 2011
  - Trophée Joaquim-Agostinho :
    - Classement général
    - 1re étape

  - Tour du Portugal :
    - Classement général
    - 7e étape (contre-la-montre)
- 2012
  - Trophée Joaquim-Agostinho :
    - Classement général
    - 3e étape

  - Grand Prix Liberty Seguros :
    - Classement général
    - 3ea étape (contre-la-montre)
- 2015
  - 3e du Circuit de Malveira
- 2018
  - 3e étape du Tour des Asturies
  - 2e du Tour de l'Alentejo
  - 3e du Tour des Asturies
- 2019
  - Grand Prix Jornal de Notícias :
    - Classement général
    - 3eb étape (contre-la-montre par équipes)

## Résultats sur les grands tours

### Tour d'Italie
1 participation 
- 2013 : 145e

## Classements mondiaux
| Année           | 2006 | 2007  | 2008 | 2009  | 2010 | 2011 | 2012 | 2013 | 2014 |
| --------------- | ---- | ----- | ---- | ----- | ---- | ---- | ---- | ---- | ---- |
| UCI Europe Tour | 157e | 1187e | 467e | 1072e | 338e | 44e  | 285e |      | 611e |